# Tabasco (État)
Pour les articles homonymes, voir Tabasco.
 (mai 2015).
Tabasco (prononcé en espagnol : /taˈβasko/), officiellement l'État libre et souverain de Tabasco (Estado Libre y Soberano de Tabasco /esˈtado ˈliβɾe i soβeˈɾano de taˈβasko/), est un État du Mexique situé dans le sud-est du pays, en bordure du golfe du Mexique. Limitrophe des États de Veracruz, de Chiapas et de Campeche, ainsi que du Guatemala, il est peuplé en 2020 d'environ 2 400 000 habitants et a une superficie de 25 267 km2. L'État est divisé en 17 municipalités, sa capitale est Villahermosa.

## Histoire

### Civilisations précolombiennes
Le territoire de l'État de Tabasco est inclus dans la région centrale des basses terres de la Mésoamérique. Cette zone a été l'un des lieux les plus importants d'habitation des Olmèques, la première civilisation de Tabasco et du golfe du Mexique, il y a environ 3 000 ans. La culture olmèque était établie dans le nord-ouest du Tabasco, sur la frontière avec le Veracruz. Au cours de la période préclassique, elle s'installa à La Venta au nord-ouest. Le site archéologique de La Venta est l'un des plus importants centres cérémoniels de la civilisation olmèque, et le plus ancien d'Amérique. Il y avait des prêtres, des artisans et des paysans autour des temples olmèques.
Des siècles plus tard, au cours de la période classique mésoaméricaine, les Mayas vivaient sur le territoire de Tabasco. Leur civilisation a contribué à l'histoire de Tabasco, avec des établissements dans les basses terres de son territoire actuel, comme Comalcalco, Pomona, Moral-Reforma et San Claudio. Comme beaucoup de cultures mésoaméricaines, la culture maya a été fortement influencée, à tous égards, par la civilisation olmèque.
En juin 2020 est annoncée la découverte d'Aguada Fénix, le plus grand monument maya jamais identifié. Ce lieu cérémoniel, dont la construction commence vers l’an 1000 av. J.-C., était en réalité déjà fréquenté vers 1200 av. J.-C. par une communauté maya.

### Conquête espagnole
Le 8 juin 1518, les Espagnols ont découvert le territoire de l'État actuel de Tabasco, lorsque Juan de Grijalva entra par l'embouchure du fleuve appelé Tabasco par les indigènes et renommé  Grijalva par les Espagnols, et qu'il débarqua à Potonchan où il rencontra la population de la seigneurie Chontal du Tabasco.
Le conquistador Hernán Cortés arriva dans la région le 12 mars 1519. Il débarqua à la "Punta de los Palmares", dans la bouche du fleuve Grijalva, mais fut reçu de manière hostile par les Indigènes. Devant leur refus de se soumettre à la couronne d'Espagne, Cortés décida d'attaquer le 14 mars lors de la bataille de Centla où pour la première fois le cheval participait à une bataille dans le Nouveau Monde, provoquant de grandes pertes chez les indigènes. Après plusieurs heures de combat, les Espagnols furent en mesure de vaincre les naturels de Potonchan, et la ville fut rattachée à la couronne espagnole selon l'accord conclu avec le représentant du chef Maya Tabscoob. Hernán Cortés prit possession de la terre au nom de la couronne espagnole en déclarant la fondation le 25 mars de la ville de Santa María de la Victoria, qui fut la première ville espagnole sur le territoire du Mexique.
Une fois la paix partiellement obtenue dans la province de Tabasco, dès 1537, les Espagnols commencérent à s'installer dans différentes parties de l'État. En 1557, des pirates anglais commencèrent leurs activités sur la côte de Tabasco, et en raison de leurs attaques constantes, certains des habitants de Santa Maria de la Victoria décidèrent de se déplacer en amont de la Grijalva, à un endroit connu sous le nom de "Tres Lomas", où ils fondèrent la ville de San Juan Bautista.
Le 24 juin, 1564, Don Diego Quijada, à l'occasion d'une tournée dans la province, vint à San Juan Bautista et fonda officiellement la ville de Villahermosa, en lui donnant le nom de Villa Carmona.

### Indépendance
En août 1821, lorsque la lutte pour l'indépendance était déjà dans sa phase finale, le colonel Antonio López de Santa Anna Tabasco envoya une expédition dirigée par le capitaine Juan Nepomuceno Mantecón Fernández. Celle-ci parvint dans le Tabasco le 31 août, et fit son entrée triomphale à Villahermosa le 7 septembre 1821, provoquant la fuite À Campeche du gouverneur Ángel del Toro et Juan N. Fernández proclama le 7 septembre 1821 l'indépendance de Tabasco.

### Gouvernement
La Constitution de l'État de Tabasco prévoit comme pour tout autre État mexicain la division en trois pouvoirs, l'exécutif, le législatif et le judiciaire. Le pouvoir exécutif est aux mains du gouverneur de Tabasco, qui est élu au suffrage universel direct par les citoyens de l'État pour un mandat de six ans, sans possibilité de réélection. Le pouvoir législatif est aux mains du Congrès de Tabasco qui est constitué d'une chambre de 35 députés. La cour supérieure de justice de Tabasco complète le système.

### Origine du nom
Le nom de l'État a fait l'objet de plusieurs interprétations différentes. Il est dit qu'il provient d'une déformation du nom du cacique indigène Tabscoob qui gouvernait la province au moment du débarquement des Espagnols en 1518. Ceux-ci ont également entendu que les indigènes appelaient le fleuve Grijalva de ce nom de Tabasco.

## Culture

### Artisanat

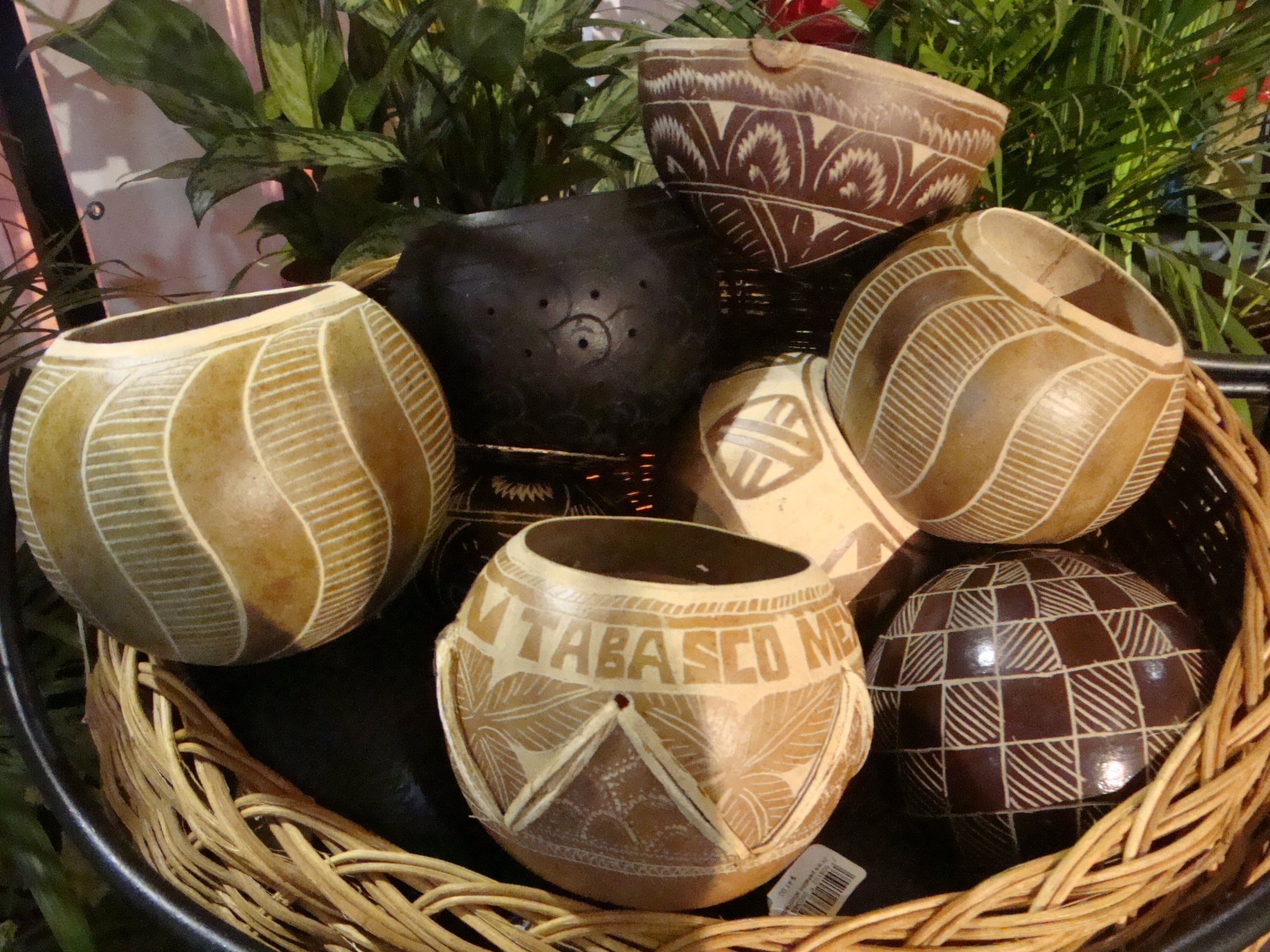
Courges sculptées, Jalpa de Méndez
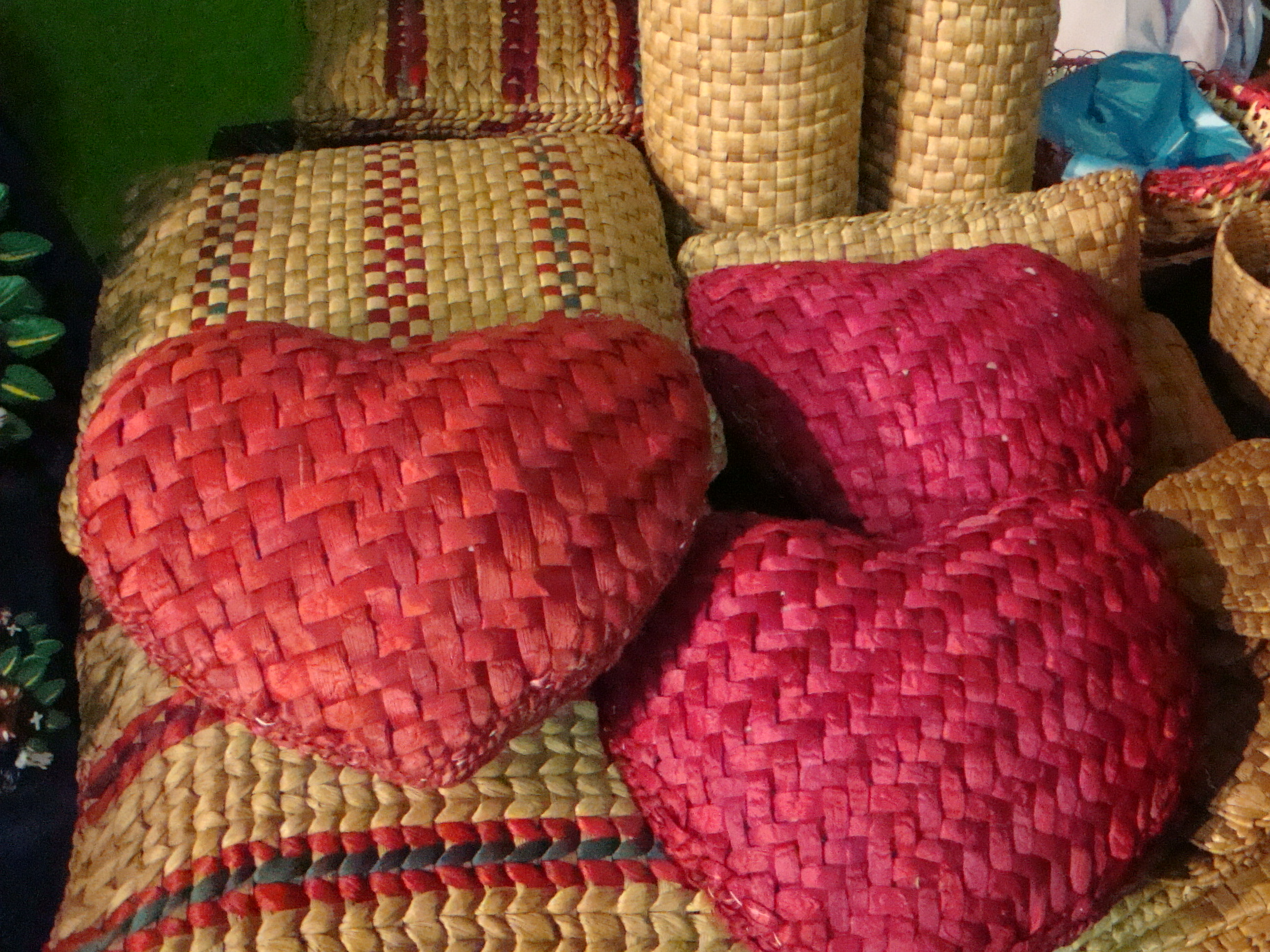
Coussins en fibres végétales, Nacajuca
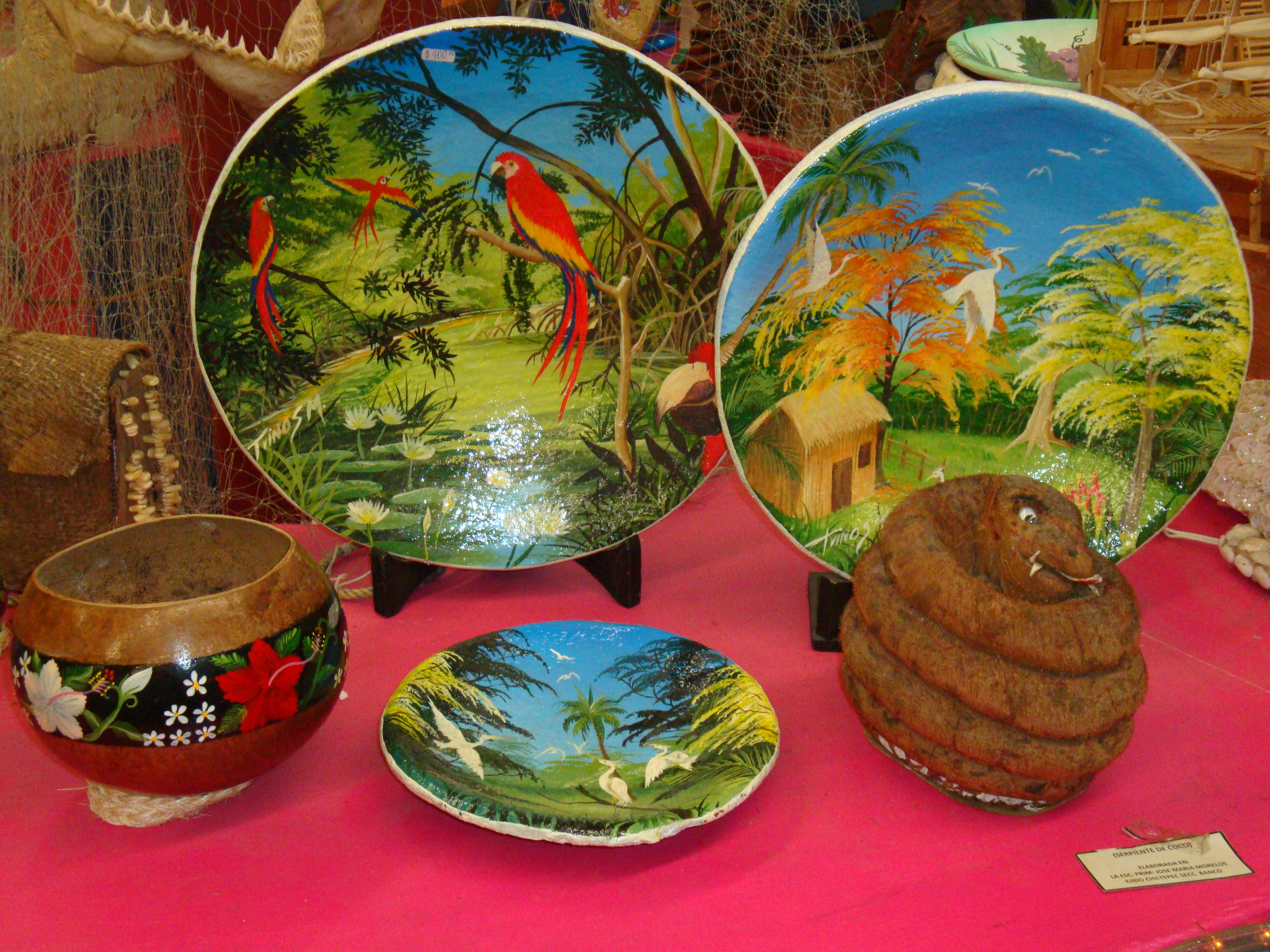
Céramiques et figurine, Paraíso
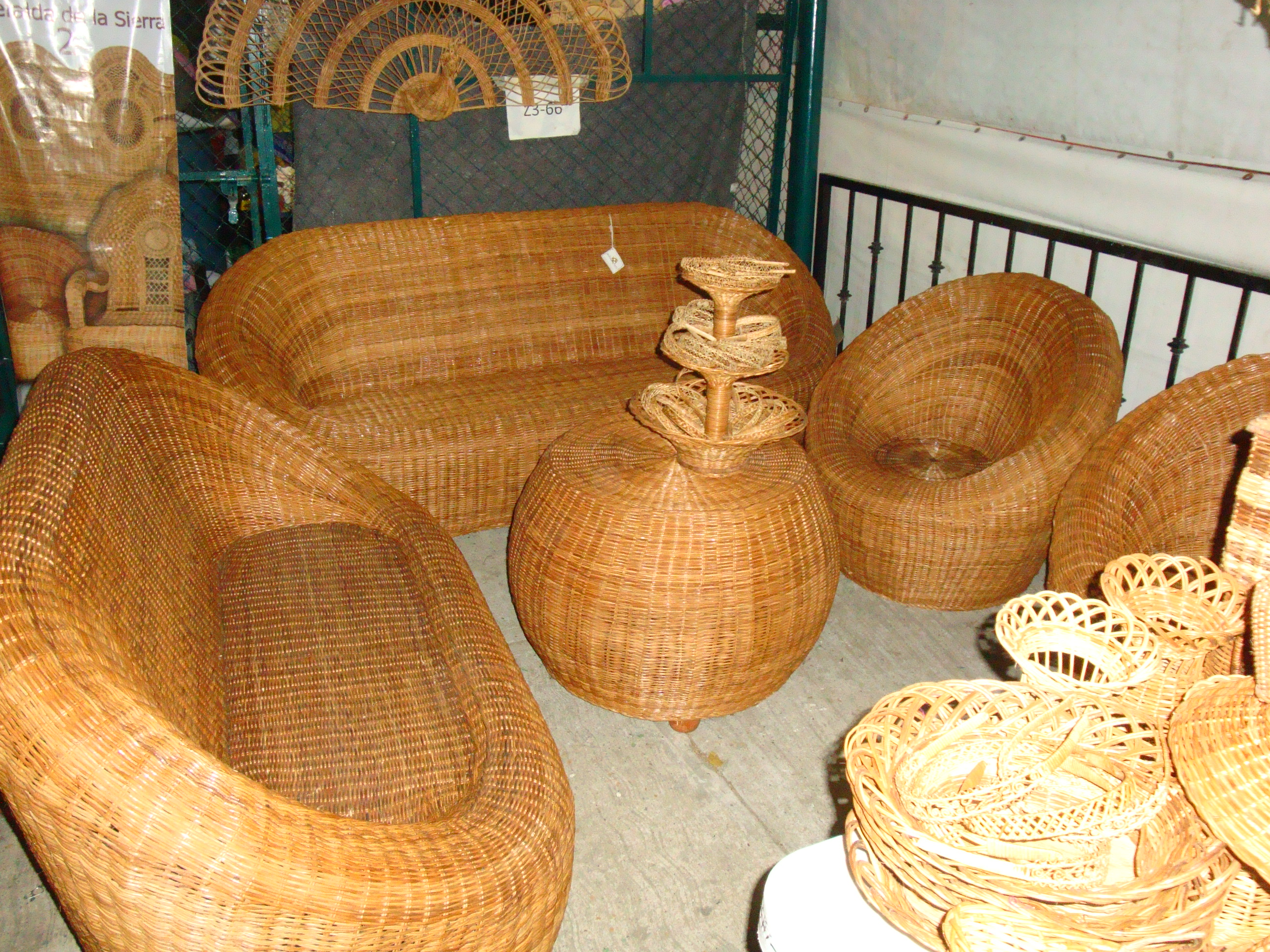
Meubles tressés, Tacotalpa
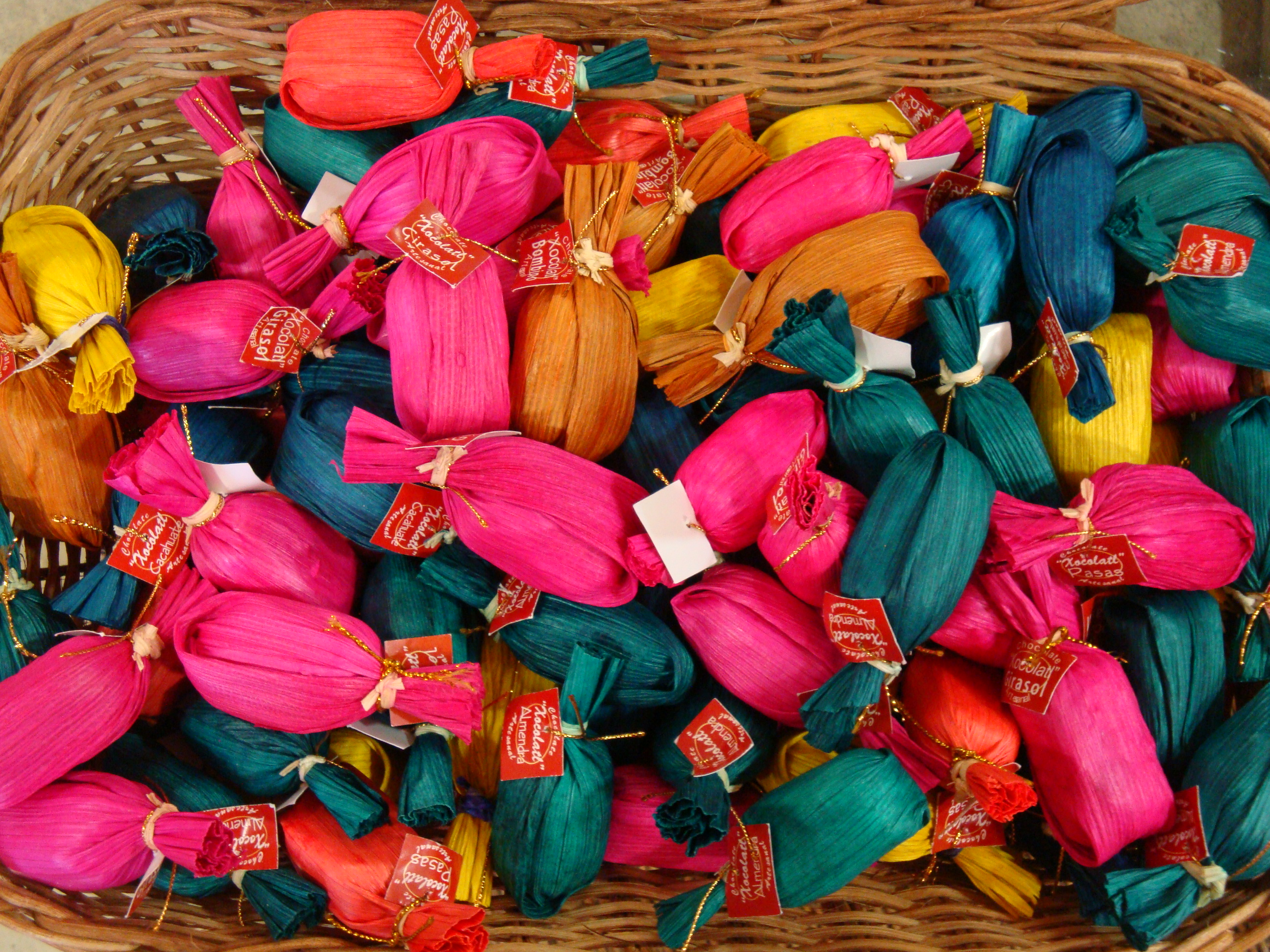
Chocolat, Comalcalco
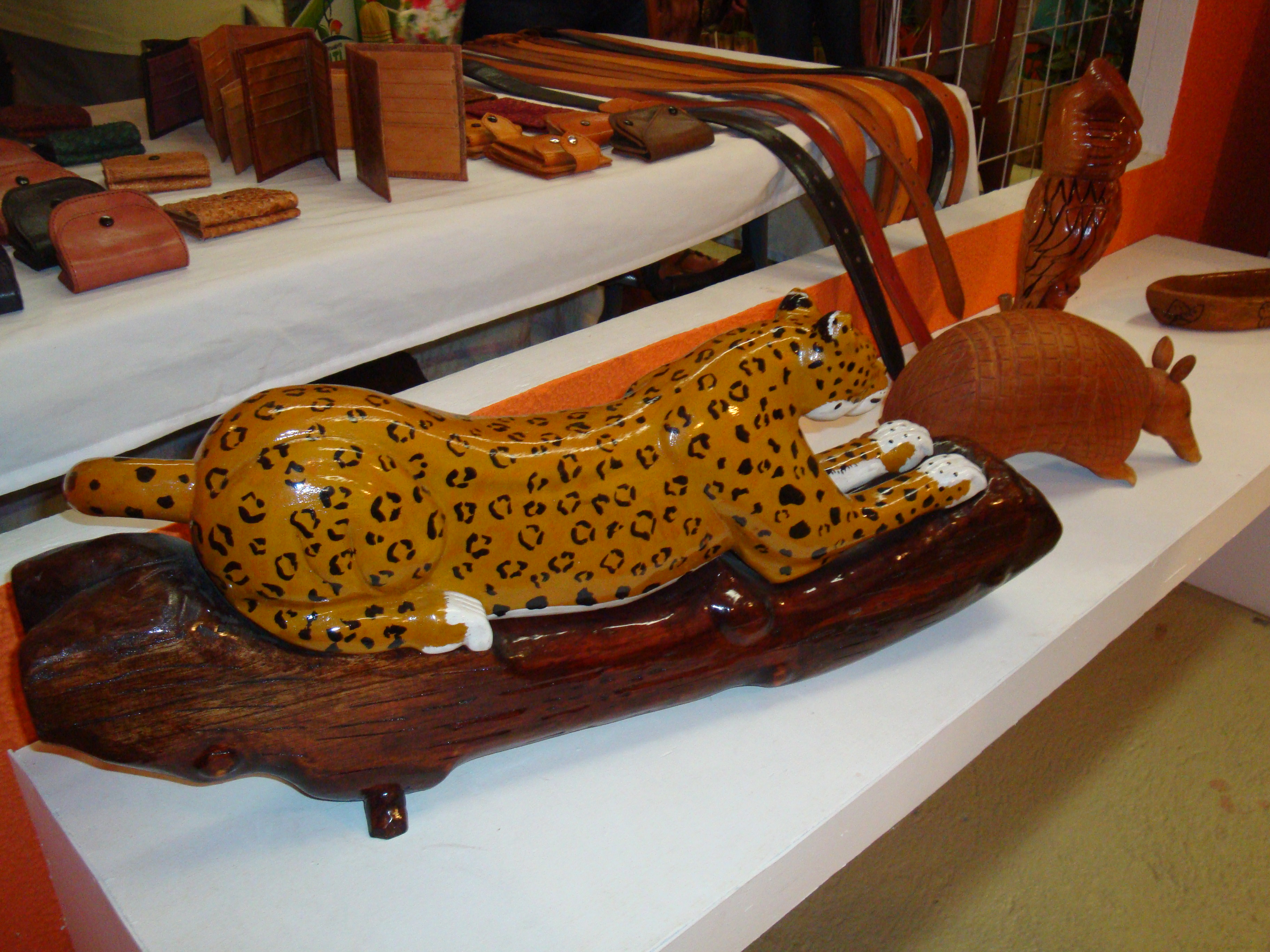
Sculptures en bois et en cuir, Centla
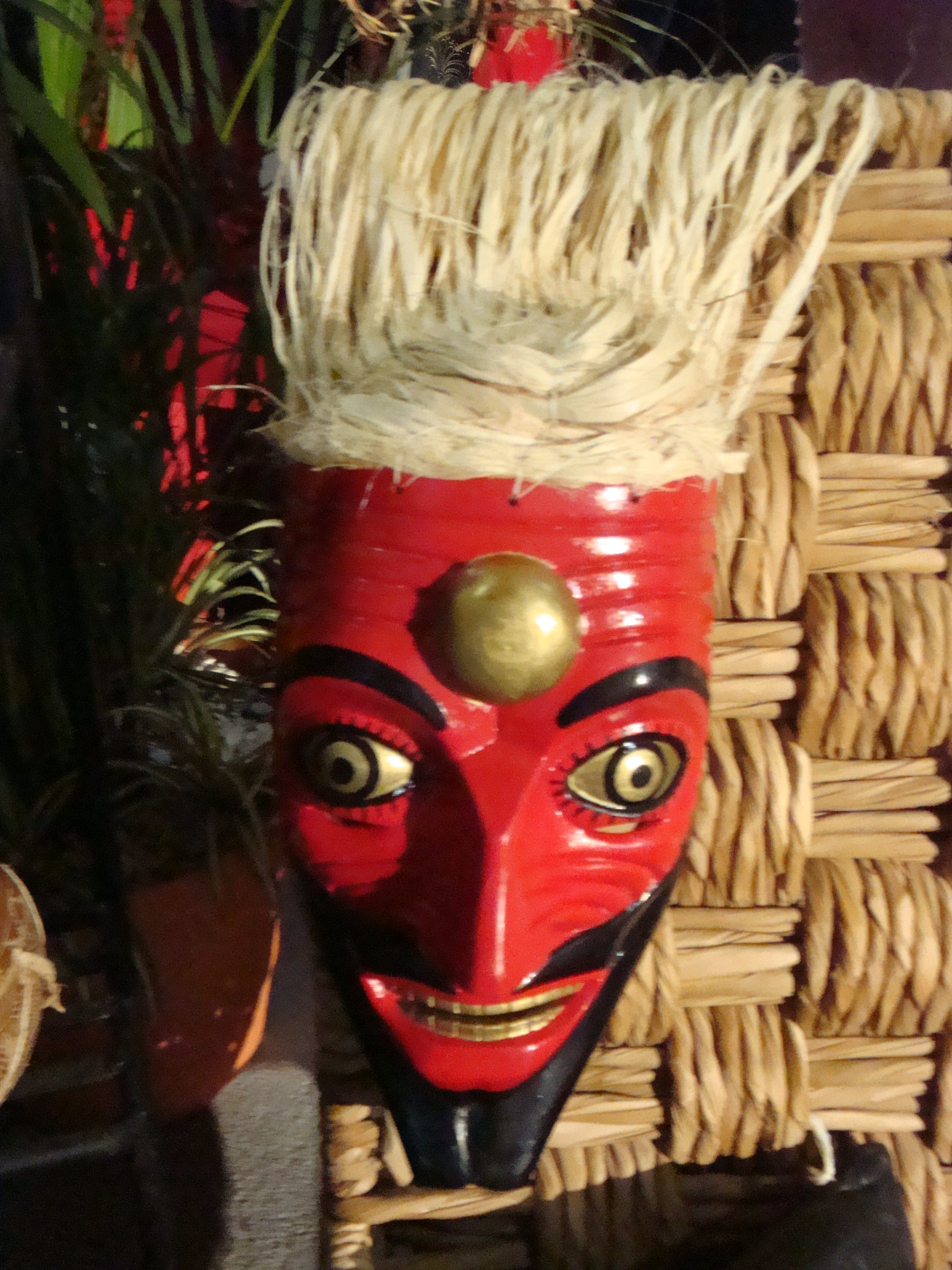
Masque, Nacajuca
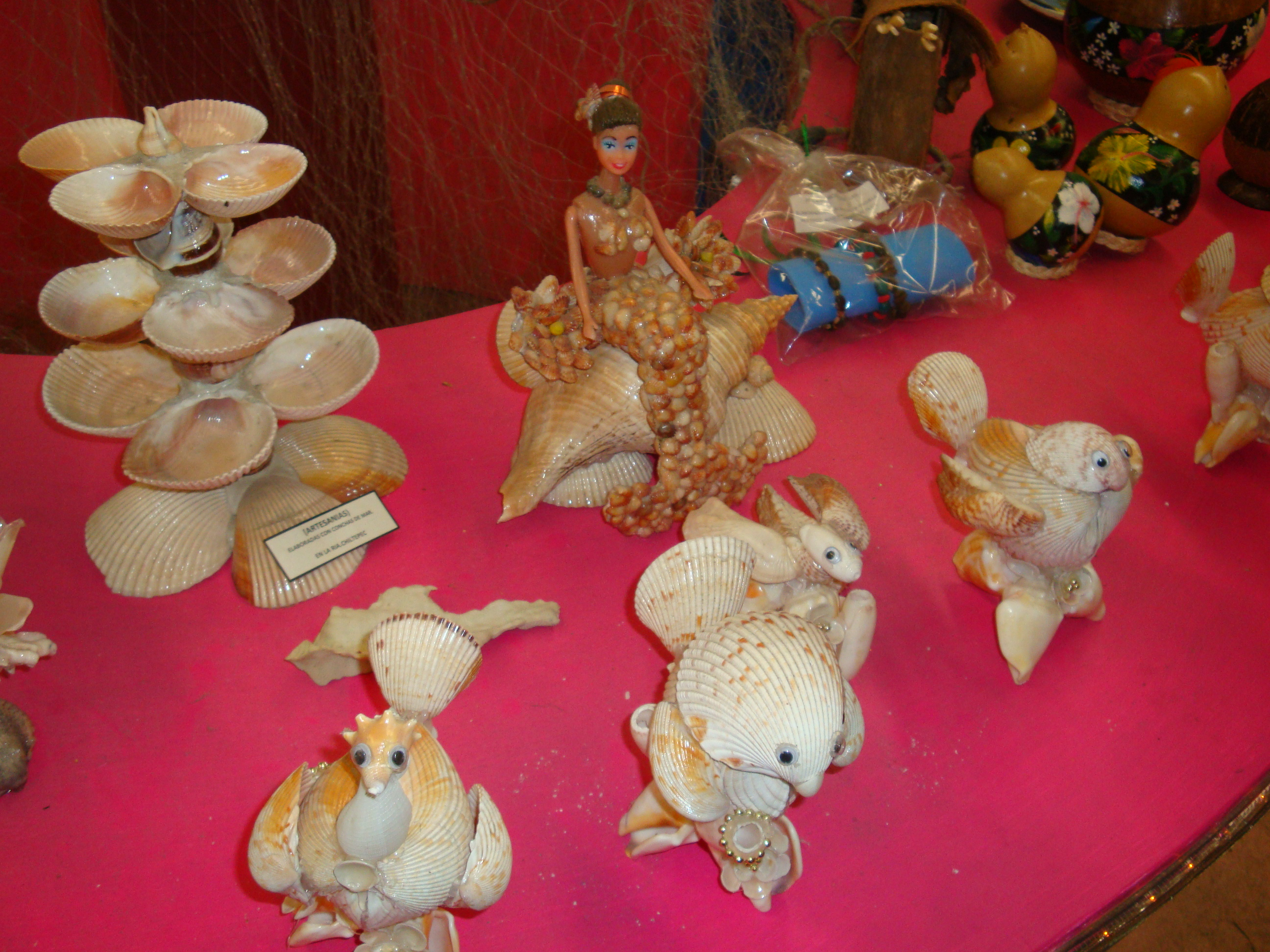
Sculptures en coquillages, Paraíso
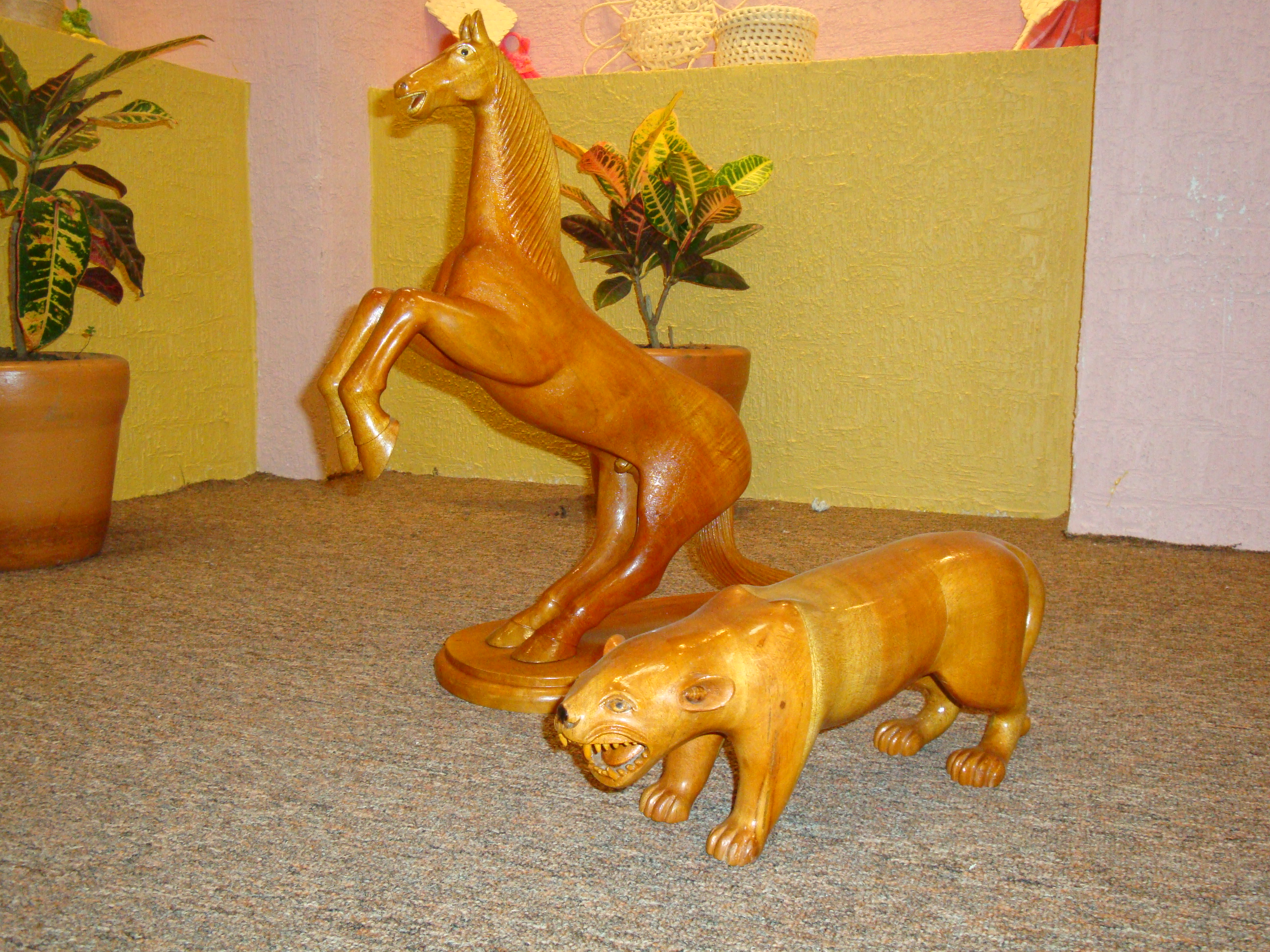
Sculptures en bois, Jonuta
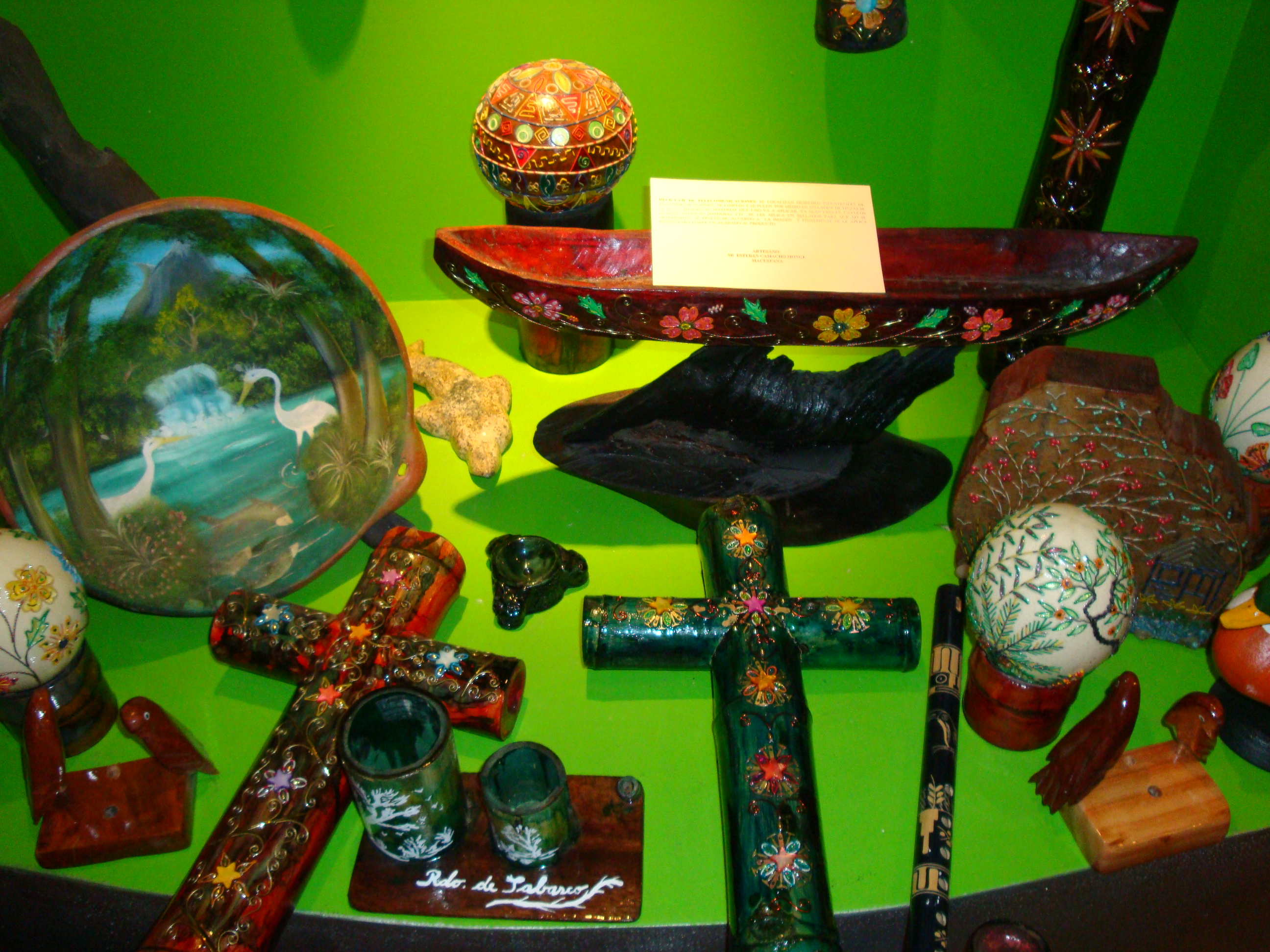
Ouvrages d'argile, Macuspana
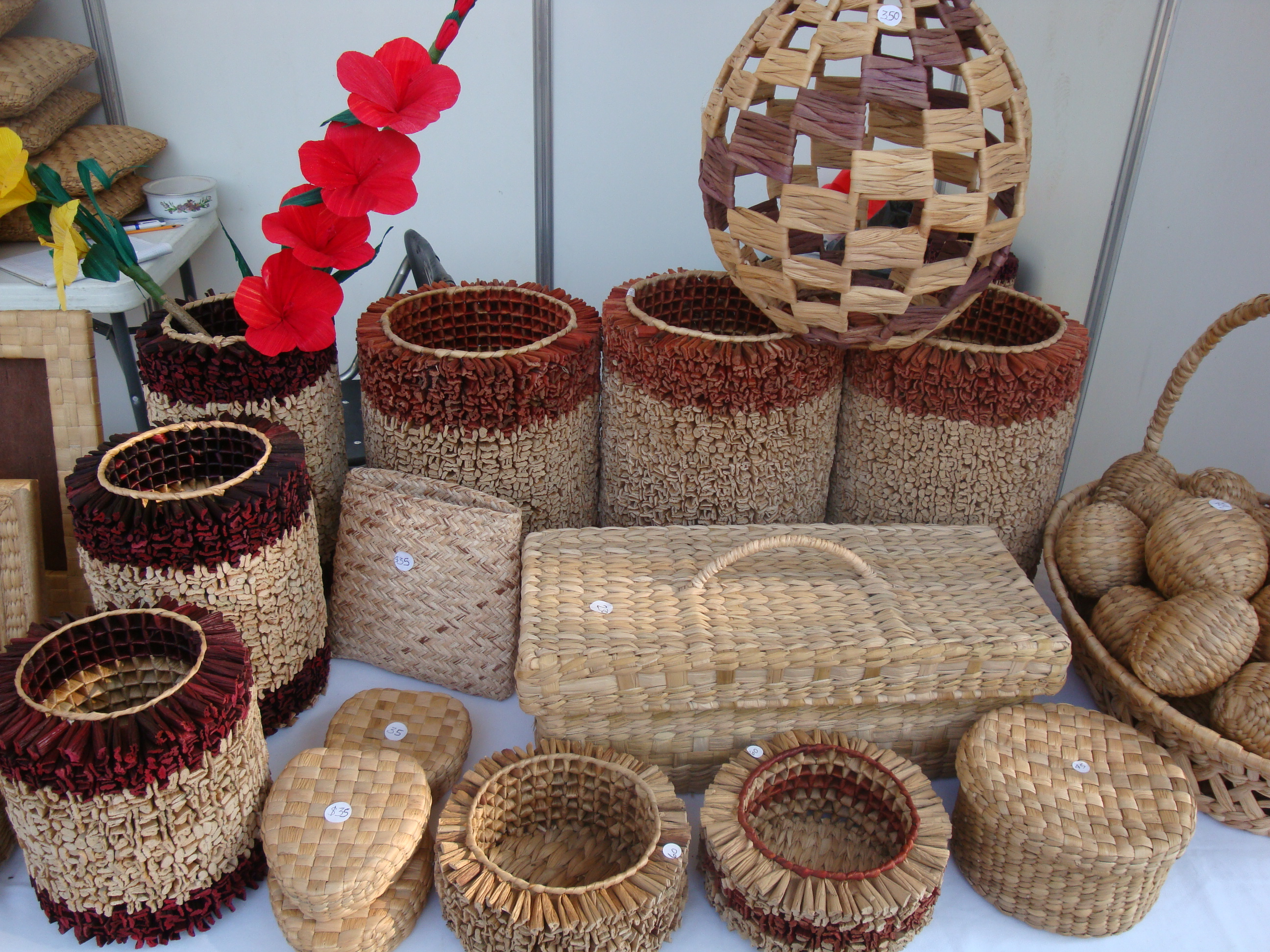
Ouvrages tressés en fibres, Nacajuca
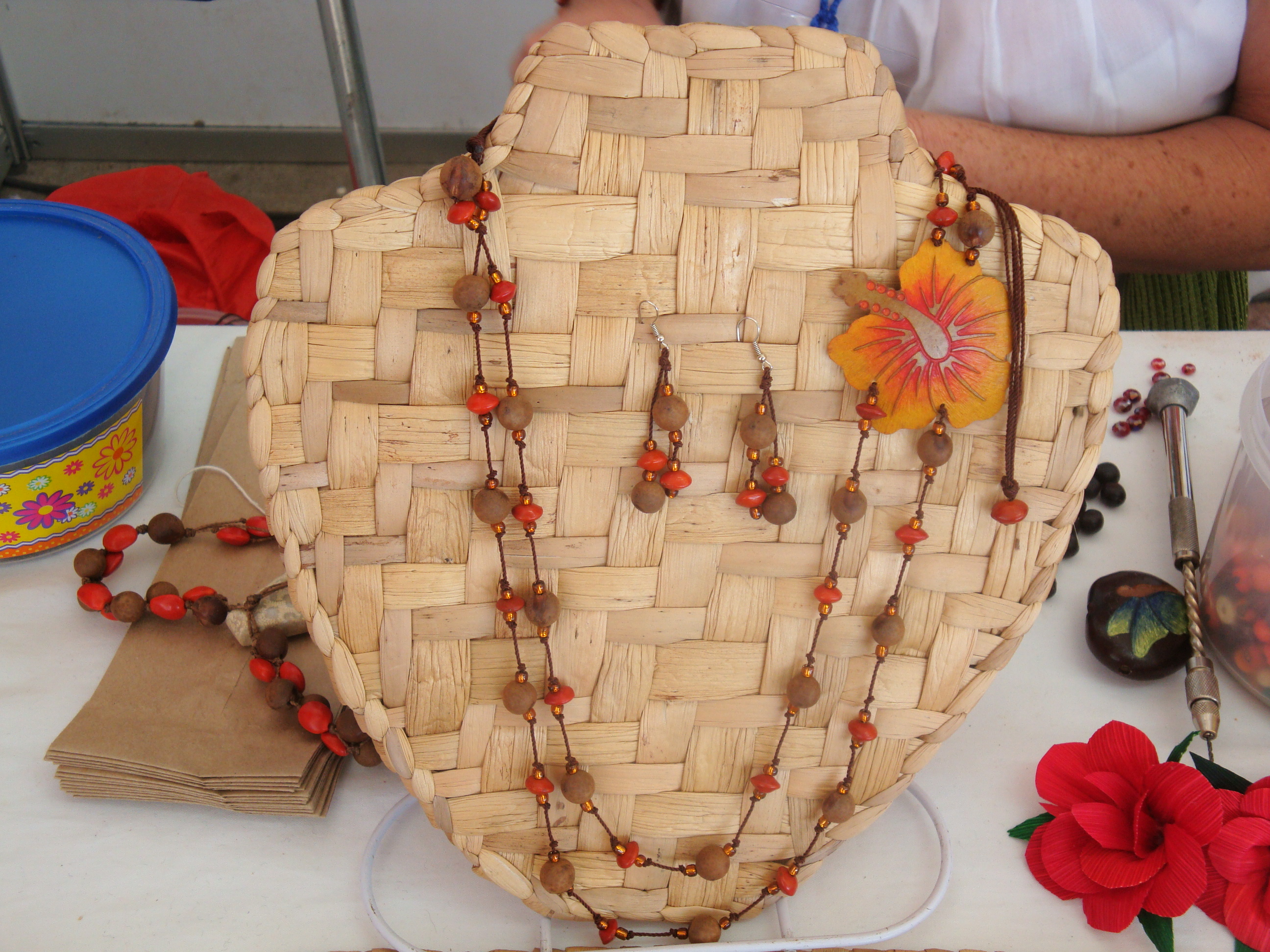
Colliers, Municipio de Centro
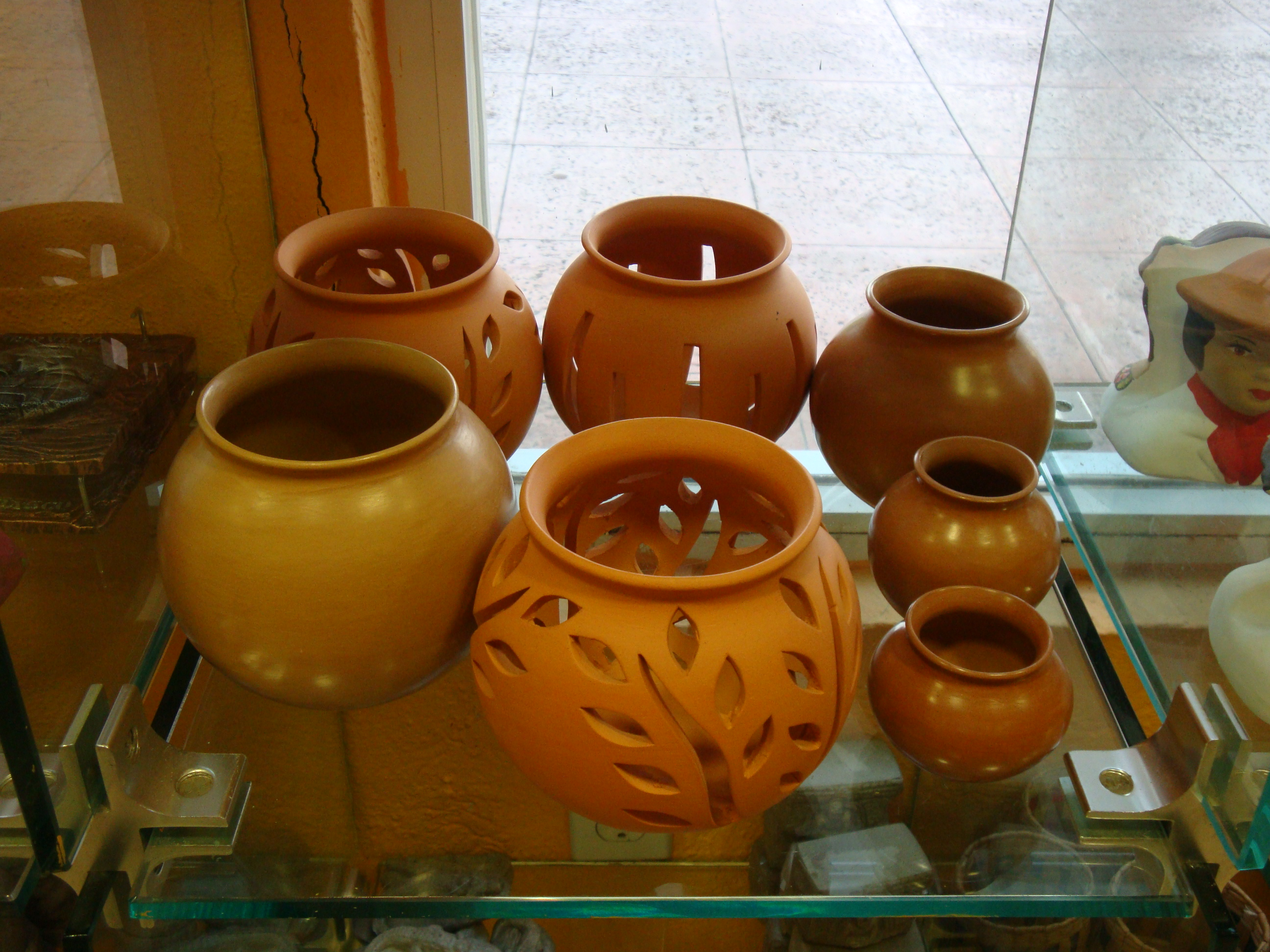
Pots d'argile, Comalcalco
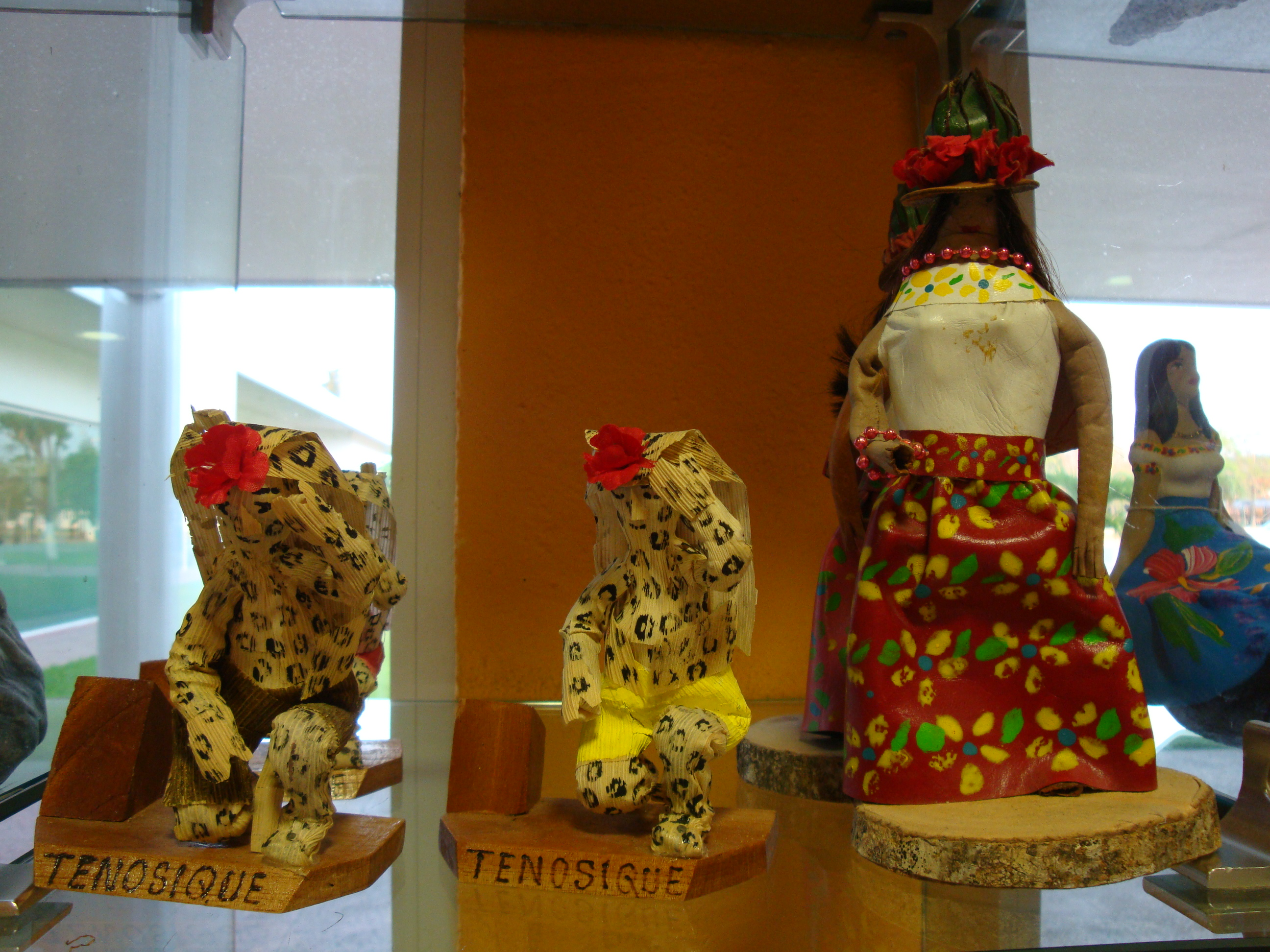
Figurines en feuilles de maïs, Tenosique
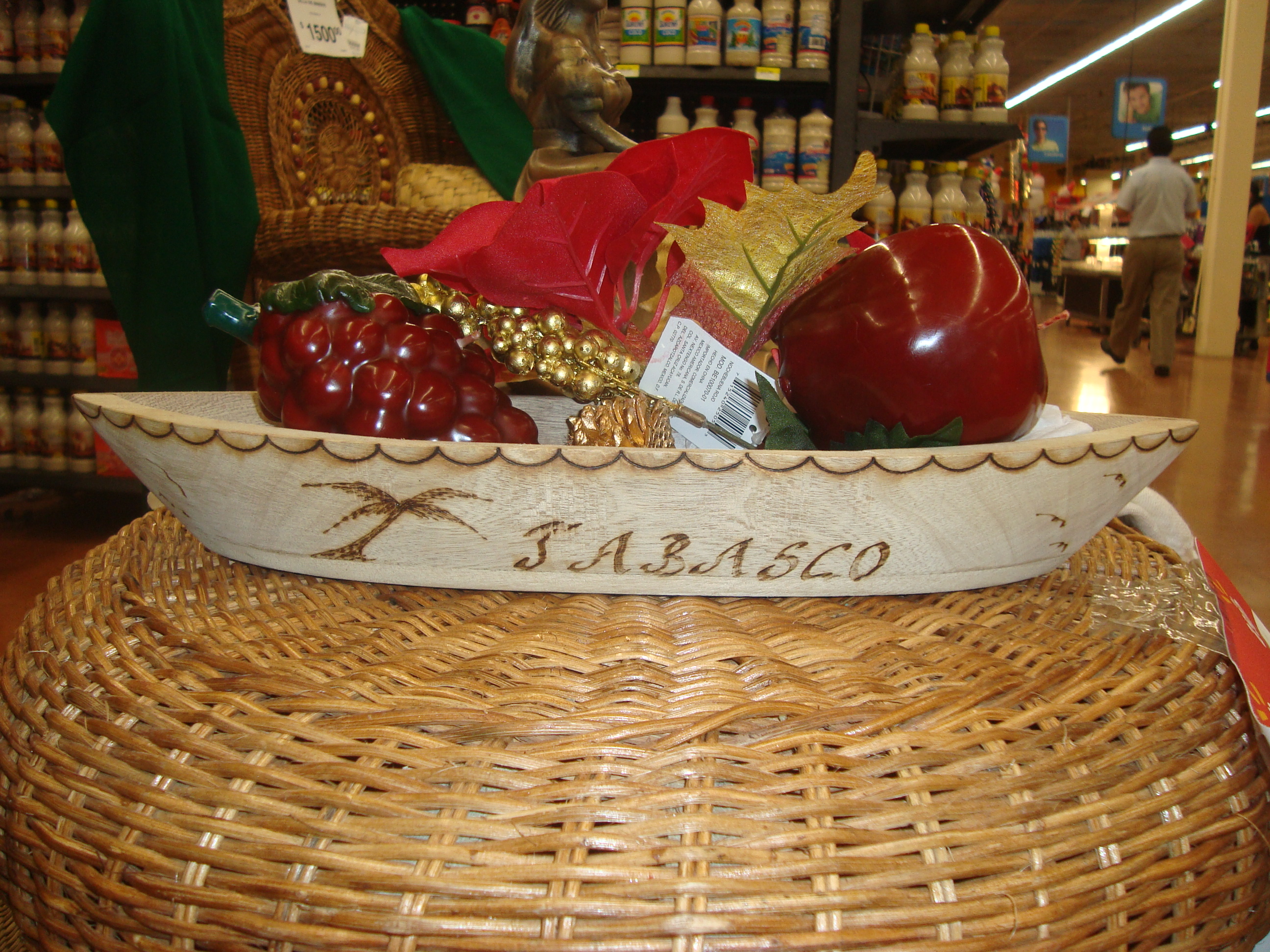
Ouvrages en bois, Jalapa

### Langues
C'est l'État comportant le plus de locuteurs de la langue Ayapaneco.

## Géographie
L'État de Tabasco, situé sur la côte du golfe du Mexique, au sud-est de l'État de Veracruz et au nord de l'État de Chiapas, couvre une superficie de 24 578 km2, ce qui représente le 1,3 % du Mexique. Tabasco, région de plaines alluviales, est l'entité nationale mexicaine la plus arrosée par des cours d'eau tout au long de l'année ; le réseau hydrologique de cette région est le plus complexe du pays, se caractérisant par une grande densité de cours d'eau sinueux. De grandes étendues du territoire de Tabasco sont donc susceptibles de souffrir d'inondations lors de la saison des pluies.
Dans cet État, la saison sèche ne compte que les mois d'avril et mai, les précipitations moyennes annuelles sont de l'ordre de 2 750 mm. Les plus grandes inondations subies par l'État et dont on ait conservé les traces furent celles de septembre-octobre 1999 et d'octobre-novembre 2007. Ces dernières ont touché plus d'un million d'habitants, à la suite des crues des ríos Grijalva et Usumacinta ainsi que de leurs affluents. C'est environ 85 % du territoire qui se trouve alors sous les eaux.

### Hydrologie

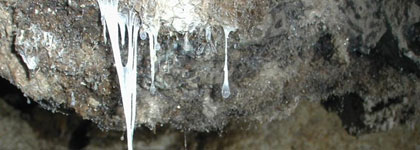
Des snottites à Cueva de la Villa Luz

### Flore et faune

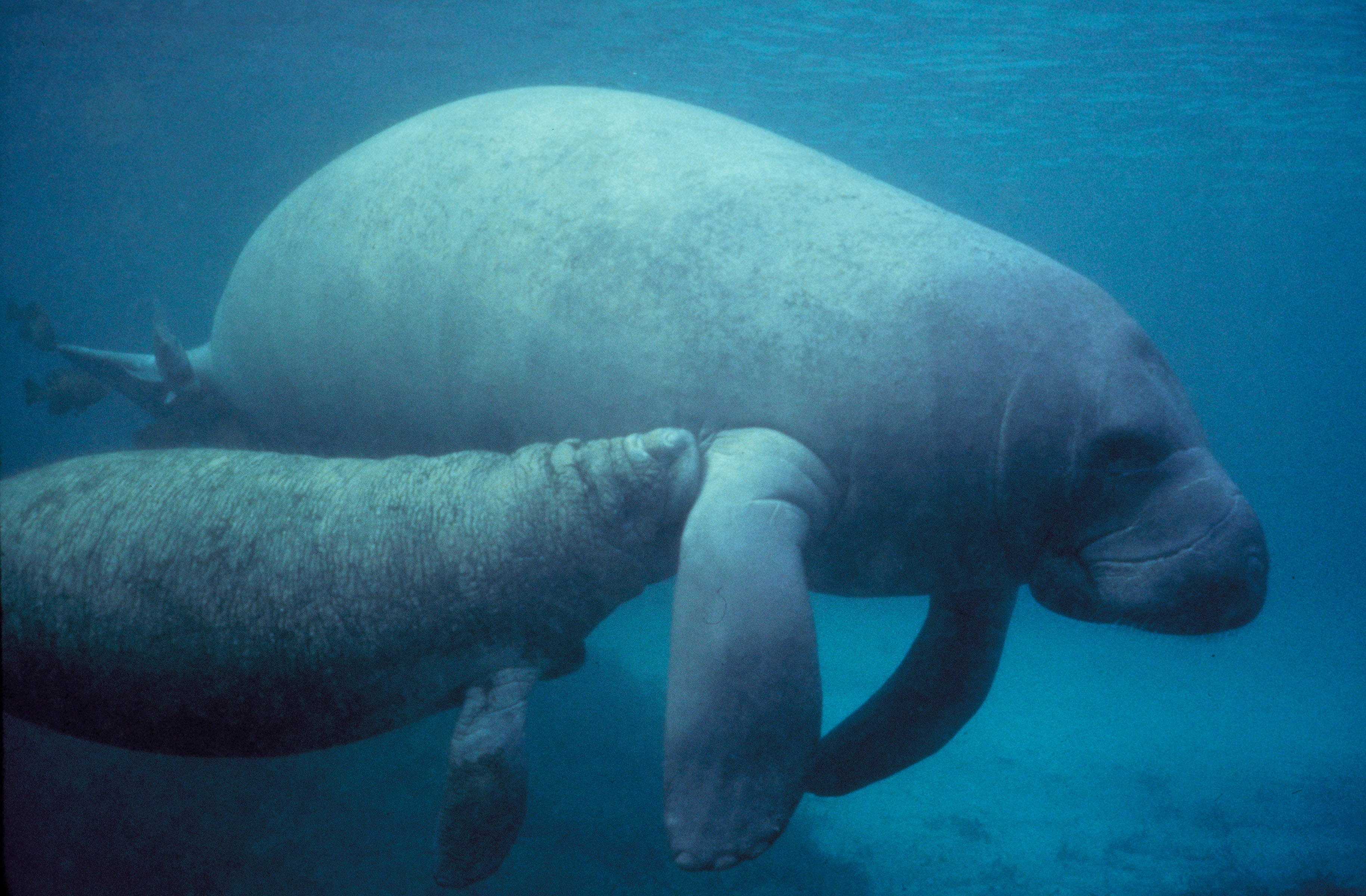
Lamantin
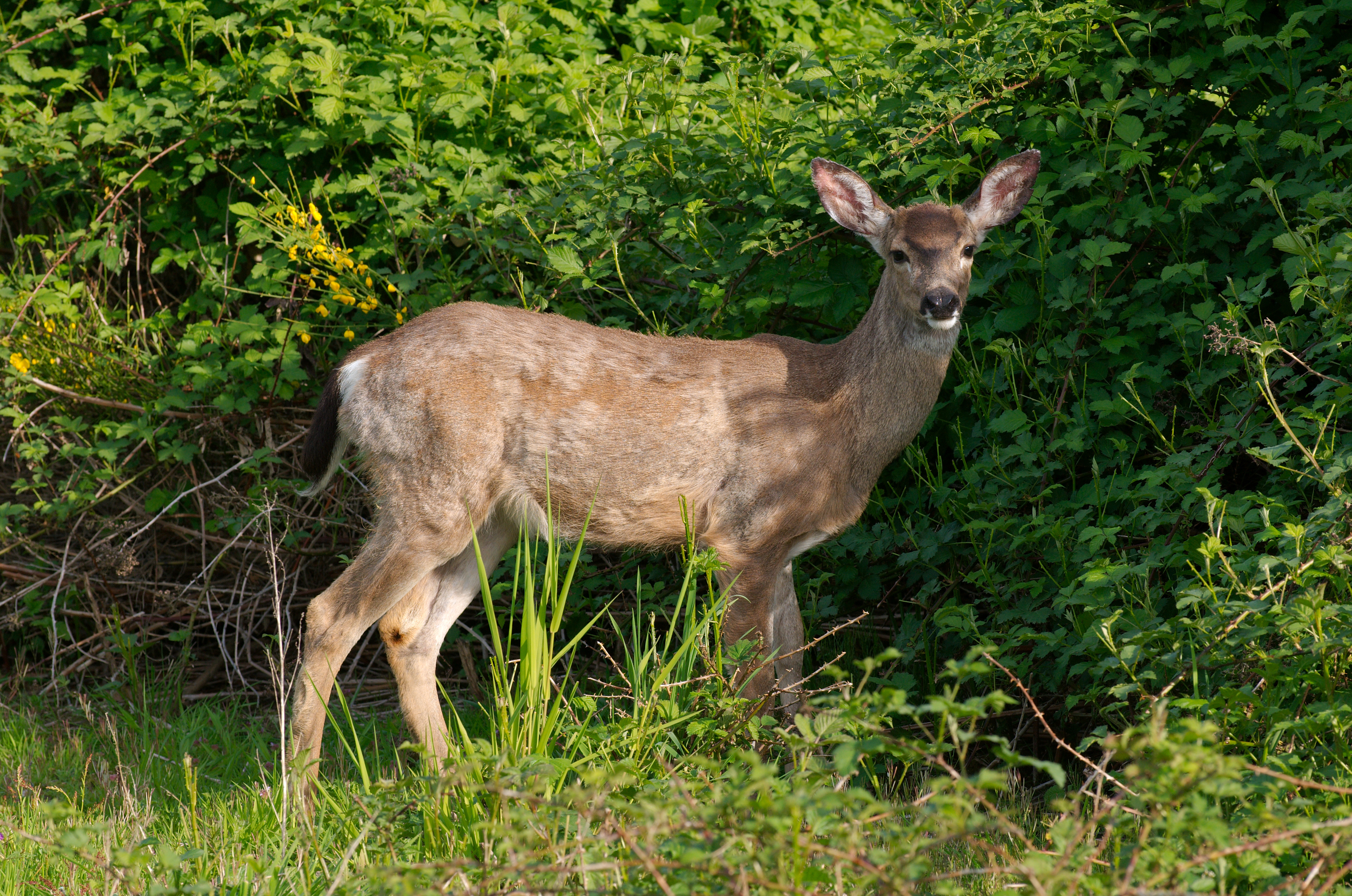
Cerf de Virginie
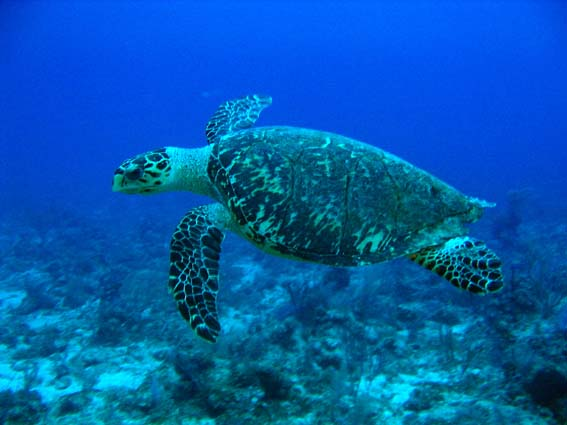
Tortue imbriquée
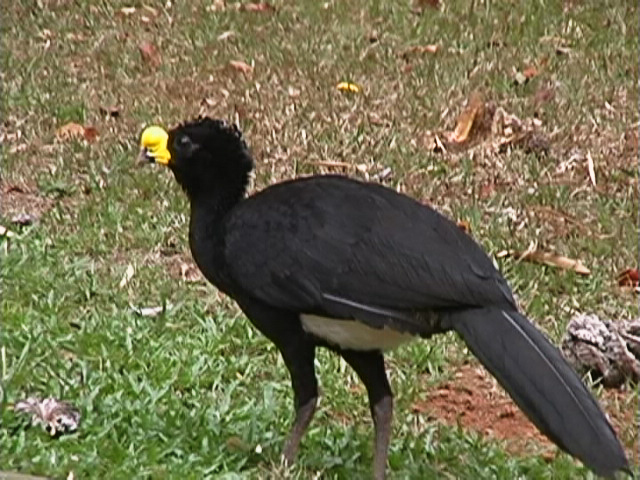
Grand Hocco
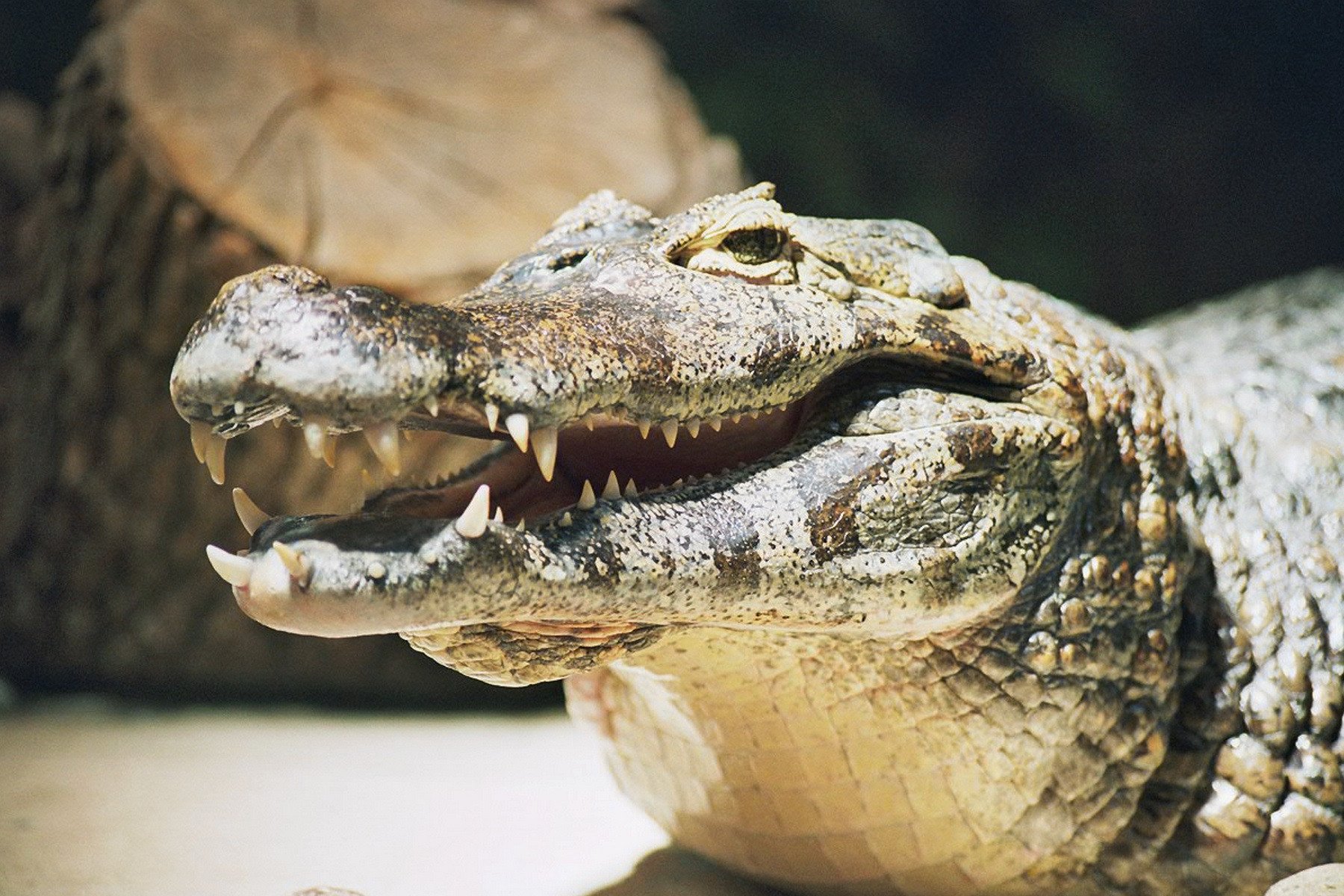
Crocodile
Jaguar
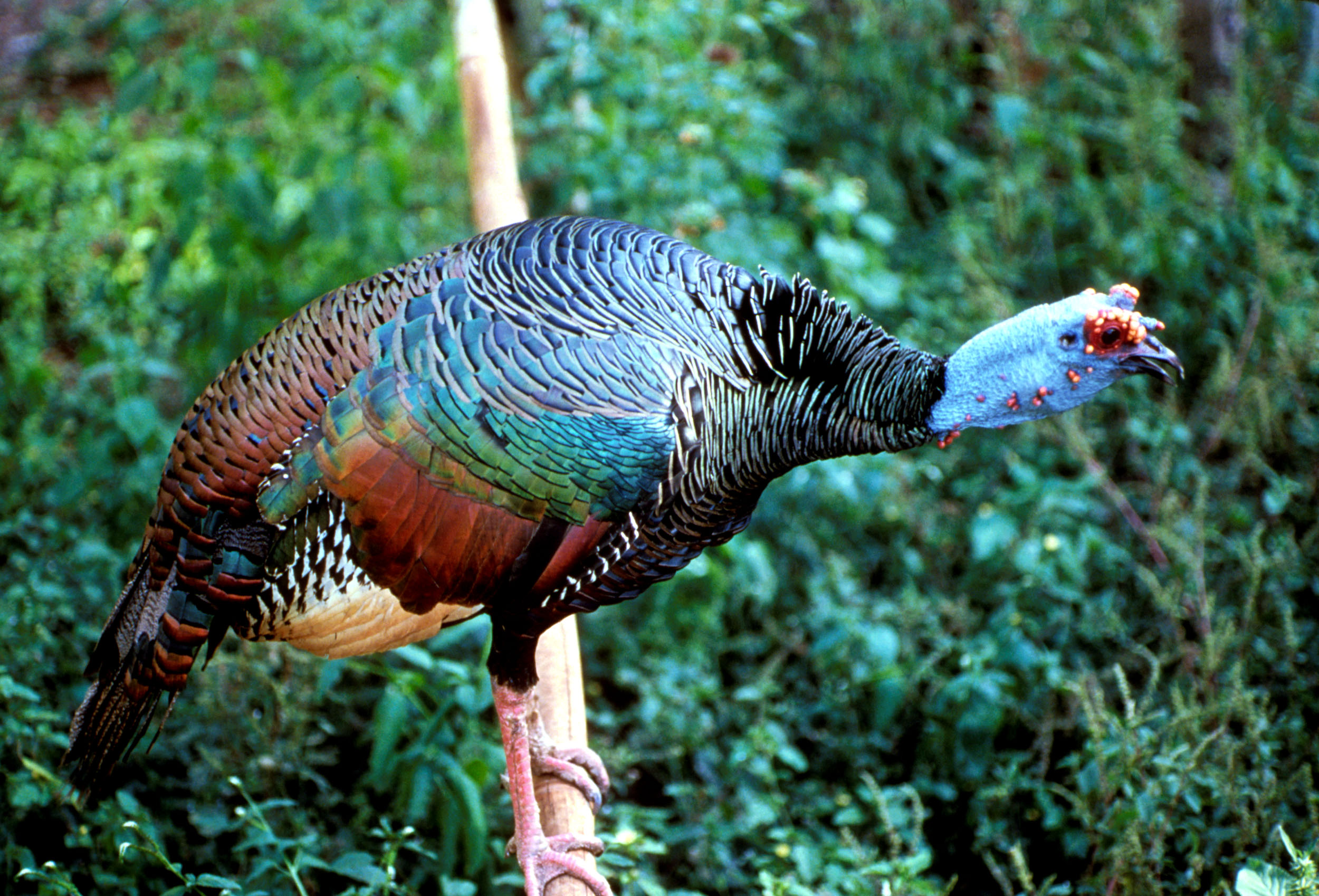
Dindon ocellé
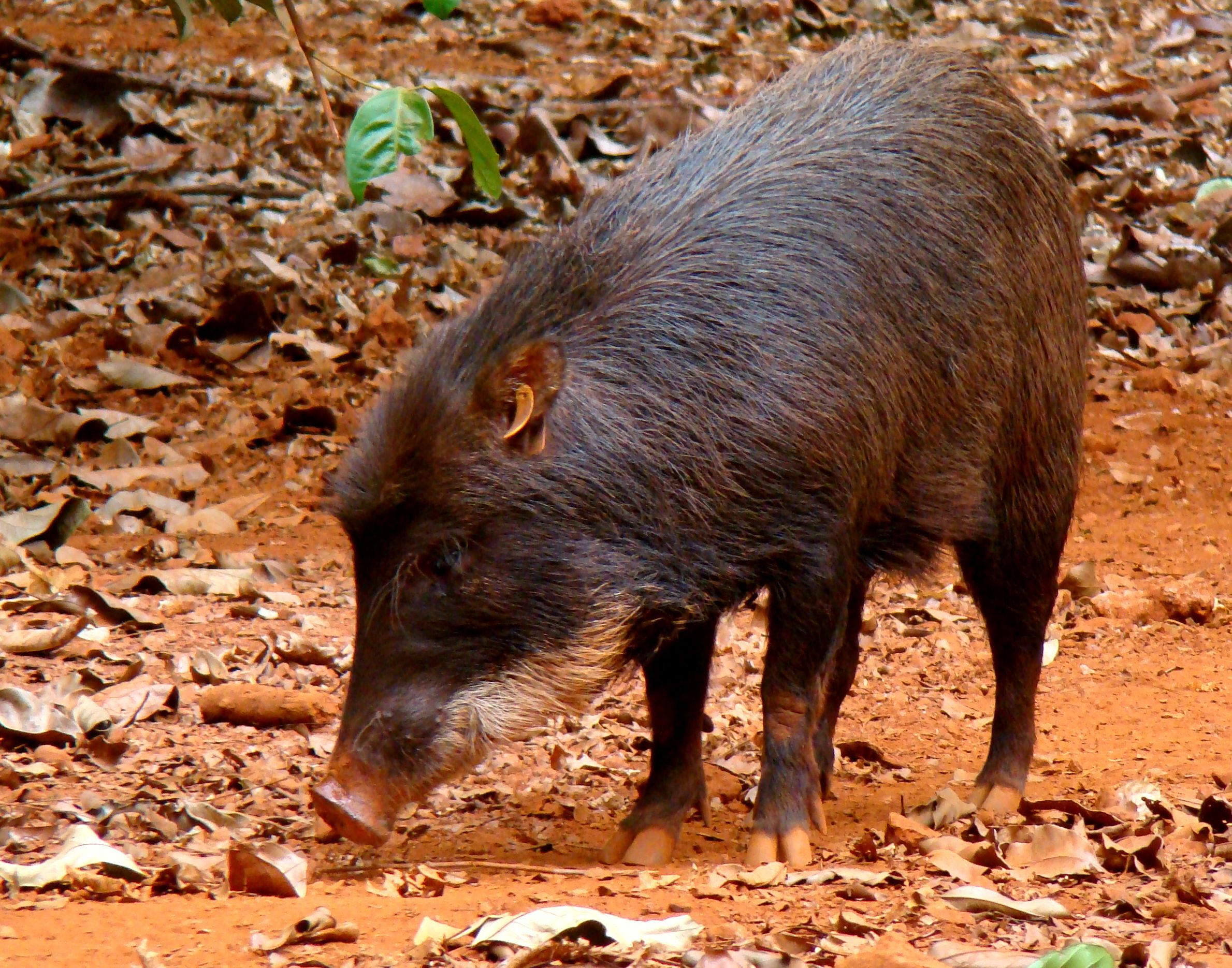
Tayassu pecari
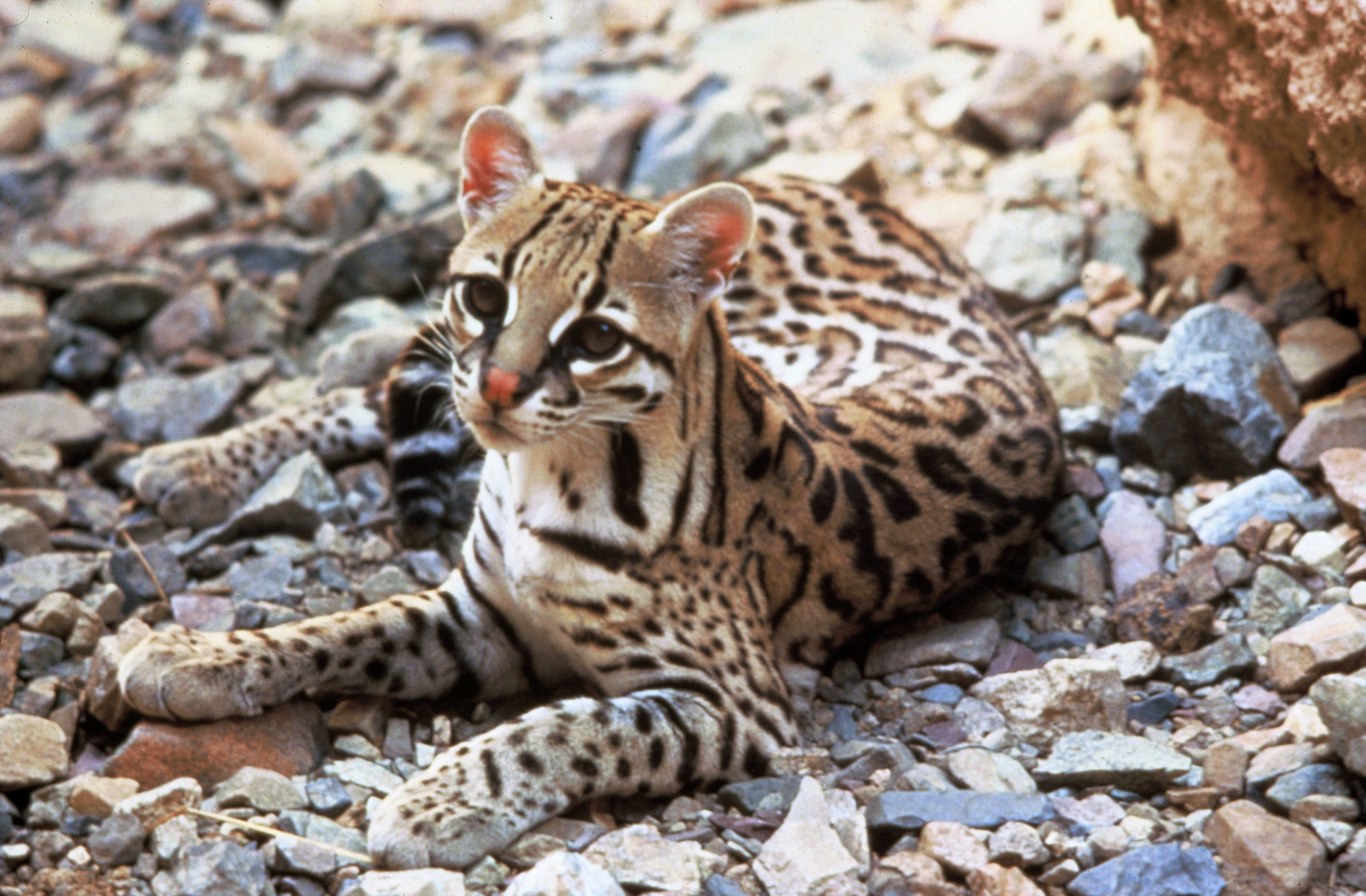
Ocelot
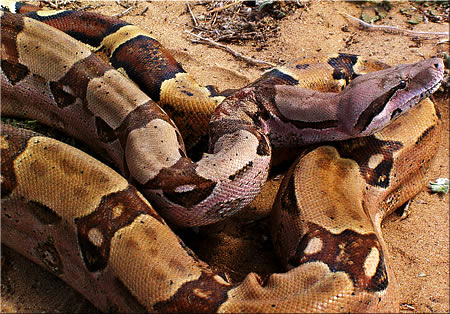
Boa constricteur
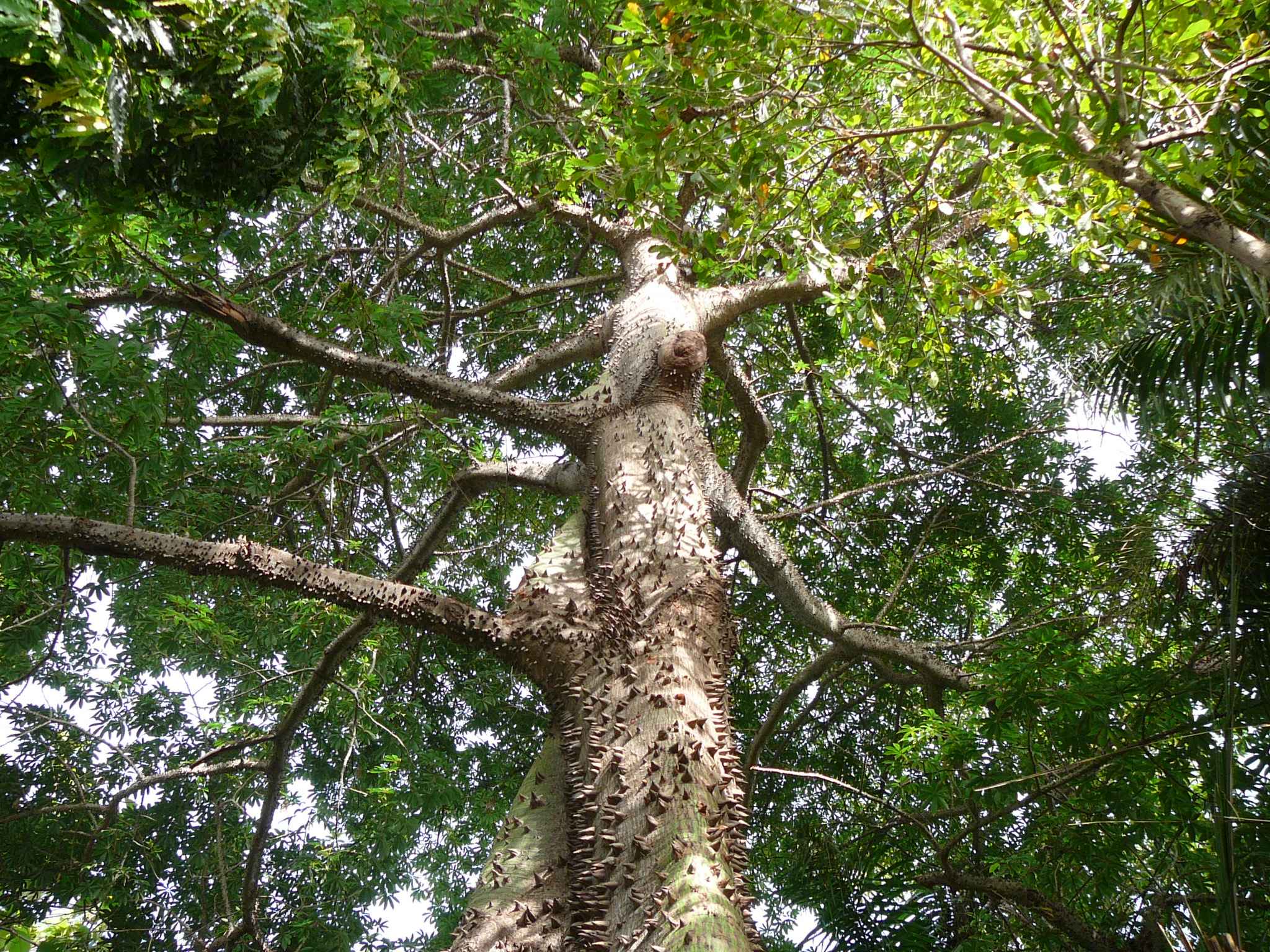
Ceiba
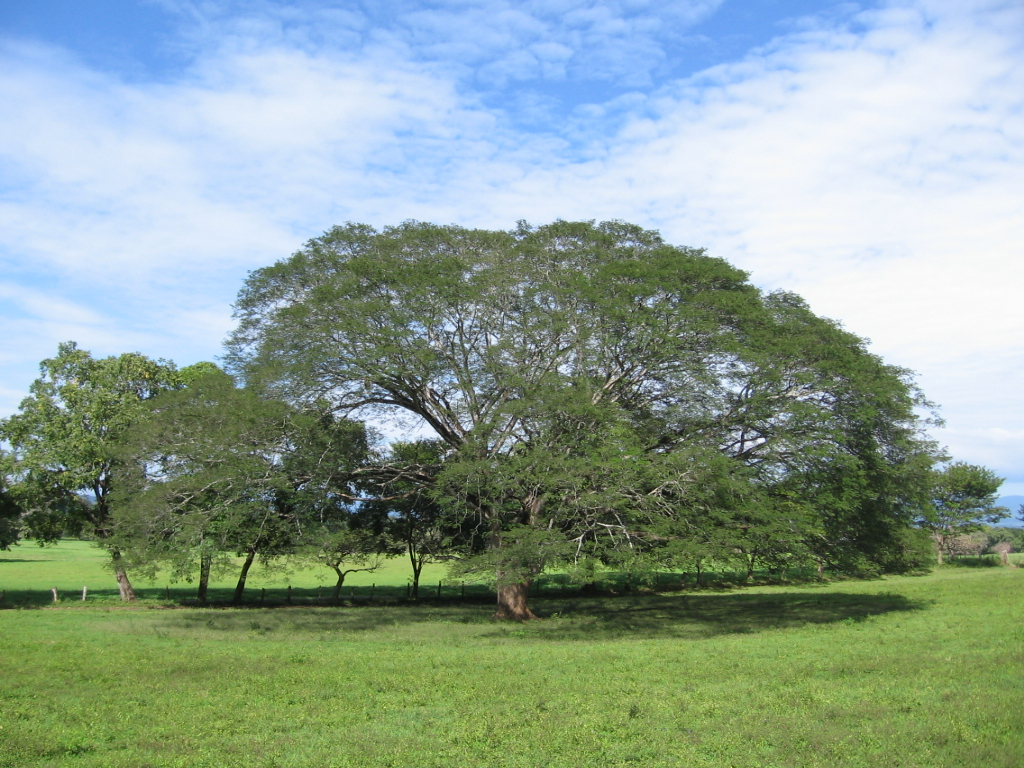
Guanacaste
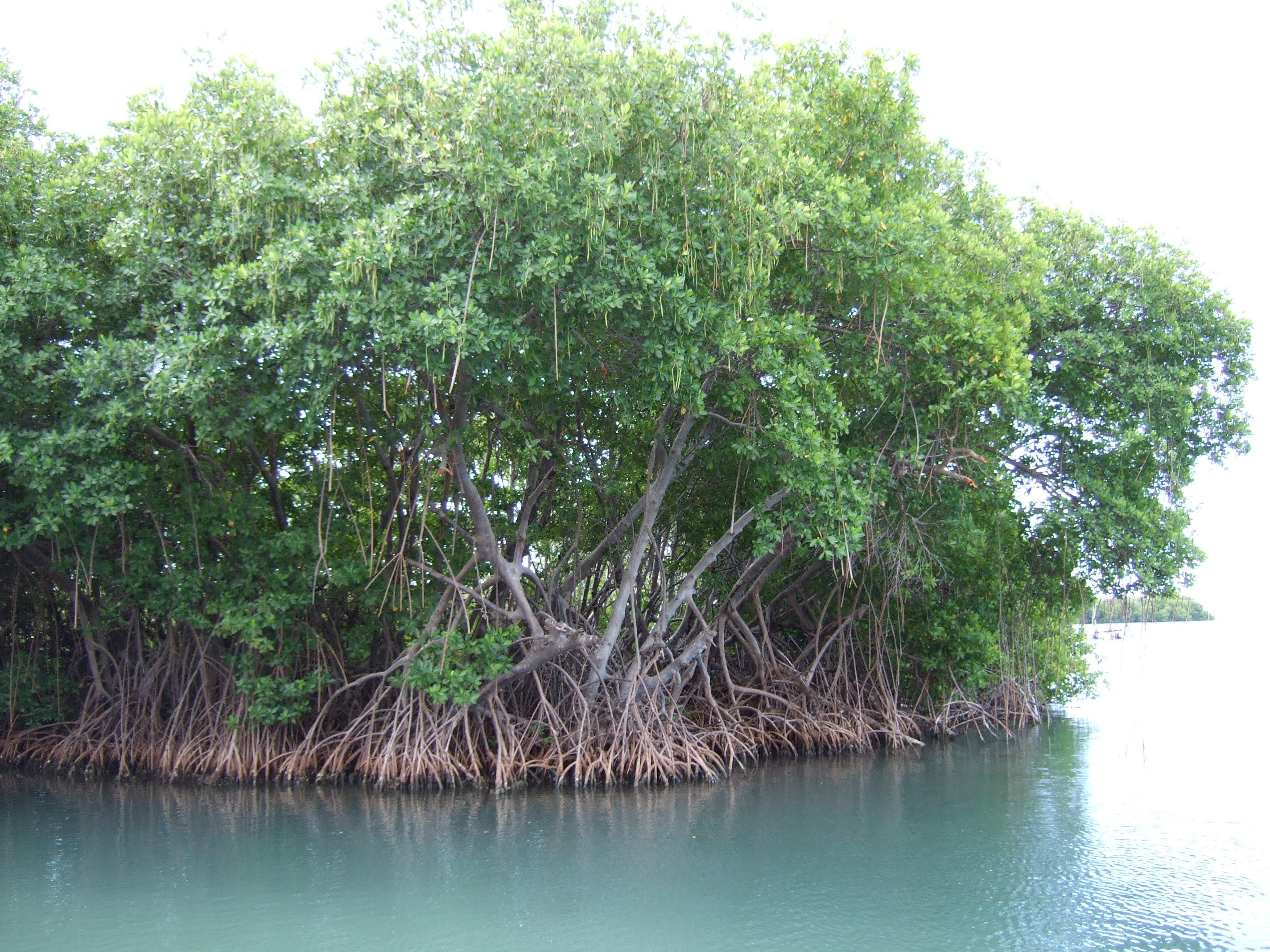
Palétuvier
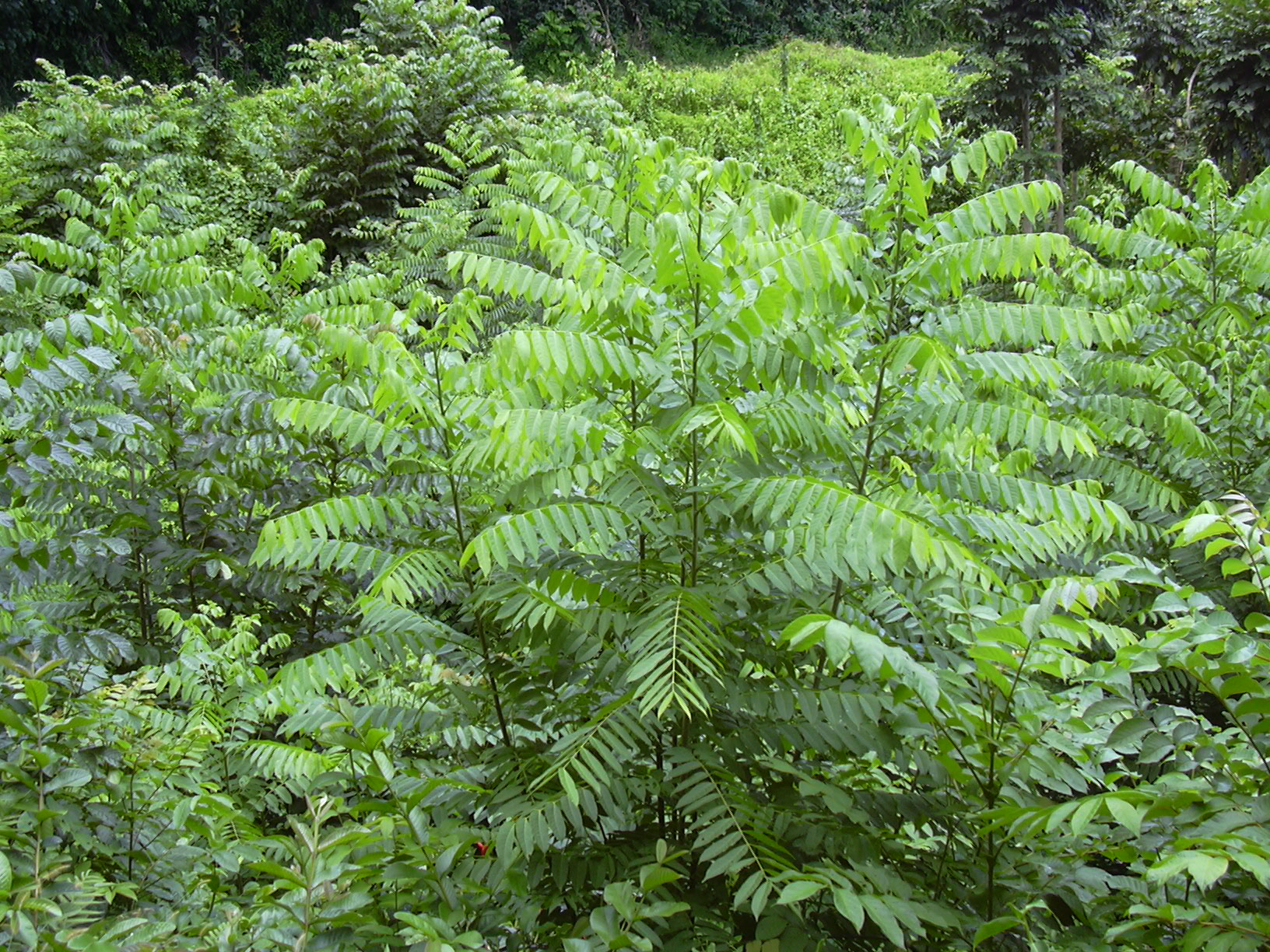
Cedro
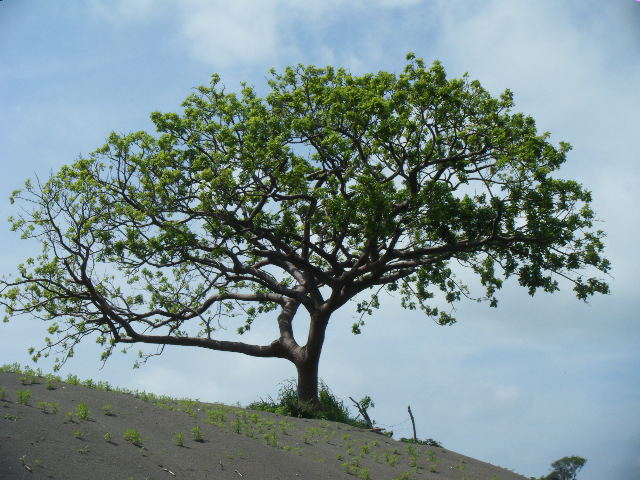
Palo mulato

### Villes et urbanisme
L'État est divisée en dix-sept municipalités. Il y a 36 communautés désignées comme urbaines, avec environ 3 000 petites villes et villages. 185 sont classés comme « centres de développement régional ».
Les dix-sept municipalités sont :
- Villahermosa, la capitale,
- Balancán,
- Cárdenas,
- Centla,
- Comalcalco,
- Cunduacán,
- Emiliano Zapata,
- Huimanguillo,
- Jalapa,
- Jalpa de Méndez,
- Jonuta,
- Macuspana,
- Nacajuca,
- Paraíso,
- Tacotalpa,
- Teapa,
- Tenosique.